# جزیره اشکو
جزیره اَشکو یکی از جزایر دریاچه ارومیه است.
اشکو به معنای اَشک کوچک است.